# Ludvík Kandl
Ludvík Kandl nebo také Eman E.T. je český rockový bubeník. V letech 1985–2000 byl členem skupiny Hudba Praha, od roku 1999 hrál s The Plastic People of the Universe, ze skupiny odešel v roce 2009. V devadesátých letech hrál se skupinou Milana Hlavsy Fiction, později byl též členem jeho skupiny Šílenství. S Plastic People nahrál album Líně s tebou spím (2001) a část alba Maska za maskou (2009). Po odchodu od Plastic People obnovuje svůj projekt Eman E.T., s nímž natočil další CD Mrtvá kočka a pilně koncertuje až do roku 2015. Po rozpadu Hudby Praha na jaře roku 2016 se dává dohromady s dalšími čtyřmi kmenovými hráči této skupiny (Bohumil Zatloukal, Vladimír Zatloukal, Jiří Jelínek a Jamajka Koblicová) a stává se členem nástupnické kapely Hudba Praha Band.

## Diskografie
- Každá pes! (1985)
- Forte No. 2 (1991)
- Co je to za lidi?! (2008)
- Mrtvá kočka (2012)